# بیست (فیلم)
بیست فیلمی ایرانی به کارگردانی عبدالرضا کاهانی محصول سال ۱۳۸۷ است. فیلم نامهٔ این فیلم را کاهانی و حسین مهکام نوشته‌اند و در آن پرویز پرستویی، مهتاب کرامتی، علیرضا خمسه، مهران احمدی، علیرضا حسینی، حبیب رضایی و فرشته صدرعرفایی ایفای نقش کرده‌اند.

## خلاصه داستان
داستان فیلم دربارهٔ صاحب یک سالن پذیرایی به نام سلیمانی است که به توصیه پزشک معالجش، تصمیم می‌گیرد سالن را به فروش بگذارد. کارگران تالار که وابستگی زیادی به آن دارند، در مهلت بیست روزه‌ای که تا زمان واگذاری سالن دارند، مجبور به تلاش برای جلوگیری از این اتفاق هستند.

## بازیگران
- پرویز پرستویی در نقش سلیمانی
- مهتاب کرامتی در نقش فیروزه
- علیرضا خمسه در نقش فرخ
- مهران احمدی در نقش میثم
- علیرضا حسینی
- حبیب رضایی در نقش بیژن
- فرشته صدرعرفایی در نقش فرشته
- پروین میکده در نقش سیگار فروش

## جوایز

### بین‌المللی
- نامزد جایزه ویژه هیئت داوران بهترین فیلم بین‌المللی جشنواره بین‌المللی فیلم سانتا باربارا - ۲۰۱۰
- نامزد جایزه کریستال گلوب چهل و چهارمین دوره جشنواره فیلم کارلووی واری - ۲۰۰۹[۸]
- برنده جایزه ویژه هیئت داوران چهل و چهارمین دوره جشنواره فیلم کارلووی واری - ۲۰۰۹[۹]
- برنده جایزه کلیسای جهانی چهل و چهارمین دوره جشنواره فیلم کارلووی واری - ۲۰۰۹[۱۰]
- برنده جایزه نقره ای فیلم برتر هفدهمین دوره جشنواره فیلم دمشق - ۲۰۰۹[۱۱]
- برنده جایزه بهترین بازیگر نقش اول مرد جشنواره فیلم‌های هنری باتومی - ۲۰۰۹

### بیست و هفتمین دوره جشنواره فیلم فجر
| بخش                        | نامزد                        | نتیجه        |
| -------------------------- | ---------------------------- | ------------ |
| بهترین فیلم                | پوران درخشنده                | نامزدشده     |
| بهترین کارگردانی           | عبدالرضا کاهانی              | دیپلم افتخار |
| بهترین بازیگر نقش اول مرد  | پرویز پرستویی                | نامزدشده     |
| بهترین بازیگر نقش مکمل مرد | علیرضا خمسه                  | برنده        |
| بهترین بازیگر نقش مکمل زن  | مهتاب کرامتی                 | برنده        |
| بهترین فیلمنامه            | عبدالرضا کاهانی و حسین مهکام | نامزدشده     |

### دوازدهمین دوره جشن حافظ
| بخش                     | نامزد       | نتیجه    |
| ----------------------- | ----------- | -------- |
| بهترین بازیگر مرد سینما | علیرضا خمسه | نامزدشده |

### دیگر
- برنده تندیس زرین بهترین کارگردانی جشنواره بین‌المللی فیلم شهر